# Гірчуків гайок
Гірчуків гайок — комплексна пам'ятка природи місцевого значення в Україні. Розташована в межах Полонського району Хмельницької області, на захід від с. Титьків
Площа 4,1 га. Статус надано відповідно до розпорядження голови Хмельницької ОДА від 28.09.1995 року №67-р. Перебуває у віданні ЛКП «Лісовик»
Поширена лісова та лучна рослинність. Серед дерев переважає дуб звичайний, також трапляються липа серцелиста, береза, осика, груша. В підліску та на узліссях зростають глід, терен, ліщина звичайна,  крушина ламка, бузина чорна, калина звичайна. 
Має значне ґрунтозахисне, водорегулююче та рекреаційне значення. Розташовуючись серед агроландшафтів з домінуванням ріллі, є цінним резерватом для природної флори та фауни.